# Округ Оглторп (Џорџија)
Округ Оглторп (енгл. Oglethorpe County) је округ у америчкој савезној држави Џорџија.

## Демографија
По попису из 2010. године број становника је 14.899, што је 2.264 (17,9%) становника више него 2000. године.
| Група             | 2000.         | 2010.          |
| Белци             | 9.817 (77,7%) | 11.429 (76,7%) |
| Афроамериканци    | 2.496 (19,8%) | 2.566 (17,2%)  |
| Азијати           | 31 (0,2%)     | 65 (0,4%)      |
| Хиспаноамериканци | 174 (1,4%)    | 546 (3,7%)     |
| Укупно            | 12.635        | 14.899         |